# キャシー・ハモンド
キャシー・ハモンド (Kathy Hammond、1951年11月2日 - )は、アメリカ合衆国の陸上競技選手。1972年ミュンヘンオリンピックの銀メダリストである。

## 経歴
ハモンドは、1972年ミュンヘンオリンピックに出場。女子400mで、東ドイツのモニカ・ツェールト、西ドイツのリタ・ウィルデンに次いで3位となり銅メダルを獲得。さらに、マーブル・ファーガソン、マデリーン・マニングそしてシェリル・トゥサーンとともにアメリカチームの一員として出場した女子4×400mリレーでは、東ドイツに次いで銀メダルを獲得した。